# تشارلز بينيت (رئيس تحرير صحيفة)
تشارلز بينيت (بالإنجليزية: Charles Bennett)‏ هو رئيس تحرير صحيفة أسترالي، ولد في 5 مارس 1894، وتوفي في 3 سبتمبر 1968.